# Diocesi di Ipiales
La diocesi di Ipiales (in latino: Dioecesis Ipialensis) è una sede della Chiesa cattolica in Colombia suffraganea dell'arcidiocesi di Popayán. Nel 2023 contava 676.520 battezzati su 676.520 abitanti. È retta dal vescovo José Saúl Grisales Grisales.

## Territorio

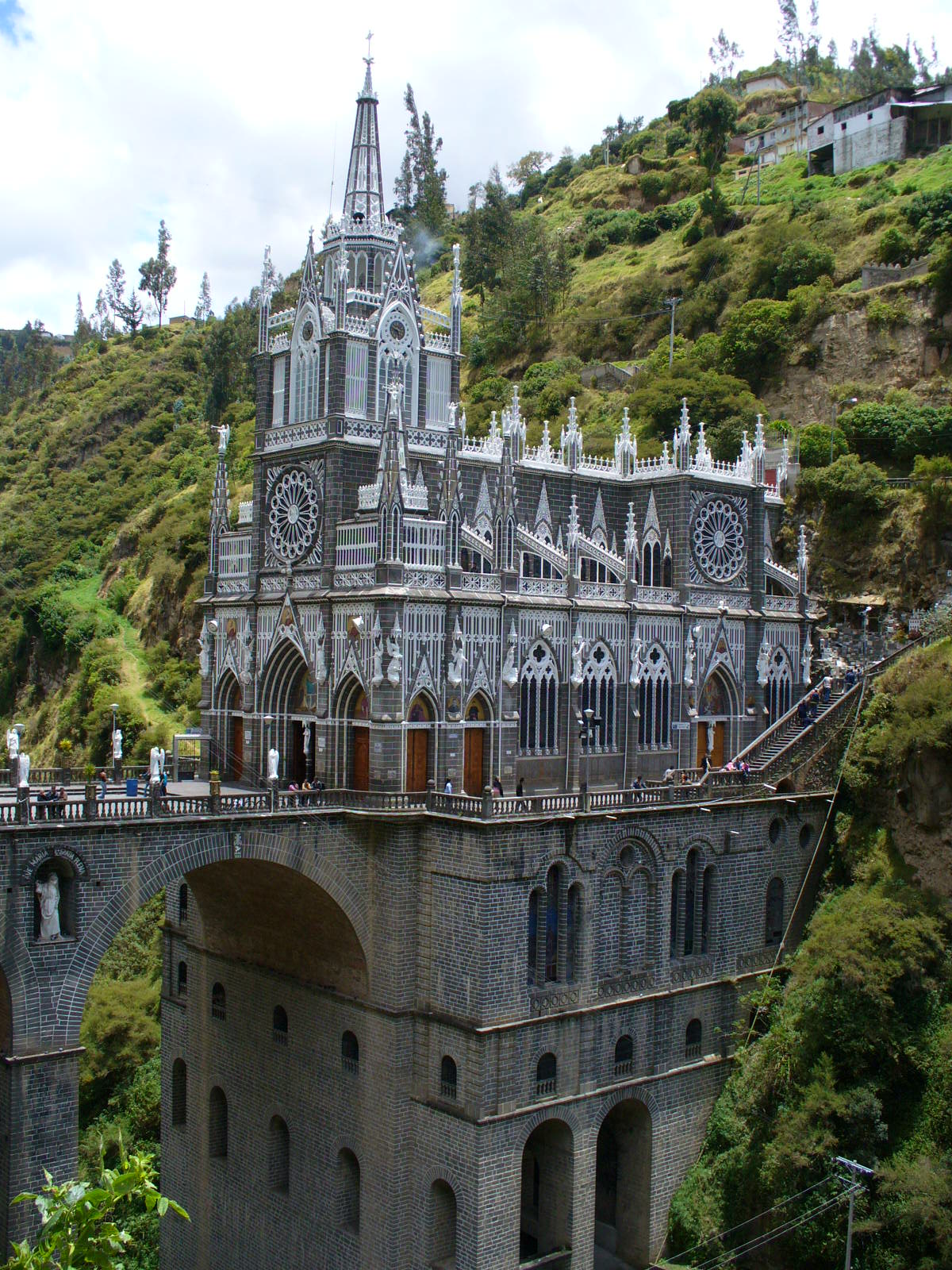
Il santuario di Las Lajas.

La diocesi comprende 27 comuni del dipartimento colombiano di Nariño: Aldana, Ancuya, Cuaspud, Contadero, Córdoba, Cumbal, Cumbitara, Guachucal, Guaitarilla, Gualmatán, Iles, Imués, Ipiales (eccetto il distretto di El Empalme che appartiene alla diocesi di Mocoa-Sibundoy), La Llanada, Linares, Los Andes, Mallama, Ospina, Potosí, Providencia, Puerres, Pupiales, Ricaurte, Samaniego, Santacruz, Sapuyes e Túquerres.
Sede vescovile è la città di Ipiales, dove si trova la cattedrale di San Pietro martire. A sette chilometri dalla città si trova il Santuario di Las Lajas, uno dei più importanti della Colombia.
Il territorio si estende su una superficie di 11.089 km² ed è suddiviso in 47 parrocchie, raggruppate in 5 vicariati: Nuestra Señora de las Lajas, Espíritu Santo, San José, San Juan María Vianney e San Juan Bautista.

## Storia
La diocesi è stata eretta il 23 settembre 1964 con la bolla Cunctis in orbe di papa Paolo VI, ricavandone il territorio dalla diocesi di Pasto e dai vicariati apostolici di Tumaco e di Sibundoy (oggi entrambi diocesi).
Il 26 aprile 1965, con la lettera apostolica Tutela caelestis, lo stesso papa Paolo VI ha proclamato la Beata Maria Vergine, nota con il titolo di Nuestra Señora del Rosario de las Lajas, patrona principale della diocesi.

## Cronotassi dei vescovi
Si omettono i periodi di sede vacante non superiori ai 2 anni o non storicamente accertati.
- Miguel Ángel Arce Vivas † (31 ottobre 1964 - 7 aprile 1965 nominato arcivescovo di Popayán)
- Alonso Arteaga Yepes † (24 luglio 1965 - 25 ottobre 1985 nominato vescovo di Espinal)
- Ramón Mantilla Duarte, C.SS.R. † (25 ottobre 1985 - 16 gennaio 1987 dimesso)
- Gustavo Martínez Frías † (16 gennaio 1987 - 18 marzo 1999 nominato arcivescovo di Nueva Pamplona)
- Arturo de Jesús Correa Toro † (29 gennaio 2000 - 3 febbraio 2018 ritirato)
- José Saúl Grisales Grisales, dal 3 febbraio 2018

## Statistiche
La diocesi nel 2023 su una popolazione di 676.520 persone contava 610.430 battezzati, corrispondenti al 90,2% del totale.
| anno | popolazione | popolazione | popolazione | presbiteri | presbiteri | presbiteri | presbiteri                | diaconi | religiosi | religiosi | parrocchie |
| anno | battezzati  | totale      | %           | numero     | secolari   | regolari   | battezzati per presbitero | diaconi | uomini    | donne     | parrocchie |
| ---- | ----------- | ----------- | ----------- | ---------- | ---------- | ---------- | ------------------------- | ------- | --------- | --------- | ---------- |
| 1966 | 270.000     | 270.200     | 99,9        | 55         | 47         | 8          | 4.909                     |         | 7         | 90        | 37         |
| 1970 | 320.000     | ?           | ?           | 59         | 49         | 10         | 5.423                     |         | 12        | 100       | 37         |
| 1976 | 399.800     | 400.000     | 100,0       | 61         | 52         | 9          | 6.554                     |         | 14        | 70        | 39         |
| 1980 | 412.000     | 424.000     | 97,2        | 56         | 47         | 9          | 7.357                     |         | 13        | 70        | 41         |
| 1987 | 403.750     | 425.000     | 95,0        | 56         | 46         | 10         | 7.209                     |         | 21        | 125       | 41         |
| 1994 | 342.000     | 360.000     | 95,0        | 62         | 52         | 10         | 5.516                     |         | 16        | 120       | 41         |
| 1995 | 342.000     | 360.000     | 95,0        | 63         | 53         | 10         | 5.428                     |         | 16        | 120       | 41         |
| 2001 | 449.604     | 495.000     | 90,8        | 78         | 66         | 12         | 5.764                     | 1       | 15        | 108       | 43         |
| 2002 | 449.604     | 495.000     | 90,8        | 67         | 61         | 6          | 6.710                     | 1       | 9         | 108       | 43         |
| 2003 | 449.604     | 495.000     | 90,8        | 76         | 71         | 5          | 5.915                     | 1       | 8         | 108       | 43         |
| 2004 | 481.394     | 530.000     | 90,8        | 73         | 63         | 10         | 6.594                     | 1       | 16        | 135       | 42         |
| 2006 | 497.000     | 546.000     | 91,0        | 89         | 78         | 11         | 5.584                     | 1       | 19        | 120       | 43         |
| 2013 | 542.000     | 600.000     | 90,3        | 106        | 98         | 8          | 5.113                     |         | 16        | 70        | 43         |
| 2016 | 560.288     | 620.969     | 90,2        | 95         | 87         | 8          | 5.897                     | 2       | 16        | 70        | 45         |
| 2019 | 579.240     | 642.000     | 90,2        | 114        | 106        | 8          | 5.081                     | 1       | 16        | 70        | 47         |
| 2021 | 596.630     | 661.230     | 90,2        | 112        | 103        | 9          | 5.327                     | 1       | 17        | 71        | 47         |
| 2023 | 610.430     | 676.520     | 90,2        | 111        | 102        | 9          | 5.499                     | 1       | 11        | 70        | 47         |